# Brand identity
La brand identity, conosciuta anche come identità di marca, è un concetto del marketing, che prevede che l'identità di un'azienda sia solida e chiara affinché il target di riferimento possa riconoscere la marca con semplicità ed allinearla alla brand image (definita come ciò che il consumatore riconosce del brand).
Una marca è resa riconoscibile da una serie di elementi che compongono, nel loro insieme, l'identità di marca e per questo motivo sono definiti elementi identificativi. Per gestire al meglio tutti gli elementi della marca, l’azienda si dota di un manuale di identità societaria, uno strumento per garantire la corretta e coerente attuazione nel tempo della strategia di identità. Il manuale si rivolge all’interno dell’azienda, al management e ai dipendenti stessi, e all’esterno, verso tutti coloro che, in qualche modo, intervengono nel business della marca.

## Elementi distintivi

### Naming
Il primo elemento tramite cui si manifesta l’identità di marca è il nome, considerato anche come l’elemento più importante poiché il primo ad essere memorizzato dal consumatore ed associato ad una serie di elementi secondari. Il processo tramite cui viene definito il nome è definito naming e può basarsi su diverse categorie: nomi coniati, nomi descrittivi, nomi astratti, acronimi, nomi di fondatori.
Nell’ambito dell’architettura di marca, la scelta del nome è fondamentale e avviene secondo tre criteri:
- nomi individuali o nomi di famiglie di prodotti distinti
- marca generica d’impresa
- marche multiple

Quando viene scelta la strategia di “casa multimarca”, ossia più marchi con nomi diversi (es. Procter & Gamble) si parla di house of brands; al contrario, quando tutti i marchi di architettura hanno il nome del corporate brand si parla di brand of the house.

### Slogan
Lo slogan, detto anche payoff, è una frase breve, immediata e semplice da ricordare, che viene associata alla marca e cerca di comunicare i principali valori della marca stessa. L’obiettivo principale consiste nel far sì che il consumatore si identifichi appieno nel brand: per questo deve evocare valori ed emozioni che restino impresse nella mente del consumatore. Tra gli slogan più conosciuti si citano Think different di Apple, Impossibile is nothing di Adidas e Just do it di Nike: essi hanno una forza evocativa importante in quanto riassumono al meglio l’essenza ultima della marca che rappresentano.

### Logo e colori
Il termine logo indica l’insieme dei simboli grafici che identificano un’azienda o un prodotto al fine di distinguersi dalla concorrenza. Questo strumento — che fa parte degli elementi identitari della marca — è caratterizzato da un lettering specifico, ossia un carattere che lo renda riconoscibile (es. Coca-Cola).
Possiamo distinguere due principali tipologie di logo:
- logotìpo, il segno grafico e pronunciabile
- pittogramma, parte simbolica del marchio[4]

Anche in questo caso l’obiettivo principale è il riconoscimento del marchio e la differenziazione rispetto ai suoi concorrenti. Unendo il logotìpo al pittogramma, si dà vita a quello che viene genericamente definito logo. Possiamo identificare tre categorie di loghi:
- iconico e simbolico: si utilizzano immagini per trasmettere una rappresentazione concreta o astratta del carattere della marca
- logotipo/wordmark: definito anche marchio denominativo, ha in sé il nome del brand in una forma grafica definita con un font unico e denotativo della marca
- combination mark: prevede un testo e un simbolo affiancati[5].

Secondo uno studio condotto da Singh, fino al 90% delle decisioni d’acquisto d’impulso dipende dalla gamma di colori utilizzata dal brand. Per quanto i colori siano spesso legati all’esperienze personali, vi sono dei messaggi generici che possono essere identificati nella percezione dei colori. Alcune tonalità infatti sono legate a specifici tratti della personalità del brand: bisogna saper comprendere quale colore rispecchia maggiormente il proprio brand per poter intraprendere una strategia vincente.

### Vision e mission
Elementi costitutivi della brand identity sono la vision e la mission. Possiamo definire la vision come l’idea dell’imprenditore stessa e ciò che l’azienda ha nei propri obiettivi principali. La mission, invece, spesso confusa con il primo elemento, consiste nell’azione pratica necessaria al fine di raggiungere gli obiettivi proposti dalla visione aziendale: cosa fare effettivamente affinché il brand possa raggiungere i suoi obiettivi. 
Definizione di Mission: La Mission aziendale rappresenta la dichiarazione d’intenti di un’organizzazione, che descrive ciò che l’azienda fa nel presente e la sua ragion d’essere quotidiana. La Mission risponde alla domanda fondamentale: “Perché la nostra attività esiste?” e “Cosa facciamo oggi?” 
La Mission si focalizza su:
- Scopo operativo presente: definisce l’attività corrente dell’azienda
- Clienti target: specifica chi serve l’azienda
- Valori fondamentali: comunica i principi che guidano le decisioni quotidiane
- Proposta di valore: esplicita cosa offre ai clienti

Definizione di Vision: La Vision aziendale è la proiezione di uno scenario futuro che rispecchia gli ideali, i valori e le aspirazioni dell’azienda. Rappresenta ciò che l’azienda vuole diventare nel lungo termine, definendo pochi ma importanti obiettivi di lungo periodo.
La Vision si caratterizza per:
- Orientamento al futuro: descrive dove l’azienda vuole arrivare
- Aspirazioni a lungo termine: delinea obiettivi ambiziosi ma raggiungibili
- Ispirazione: motiva dipendenti e stakeholder
- Direzione strategica: guida la pianificazione aziendale[8]

### Attributi
Si definiscono attributi quelle caratteristiche specifiche di prodotto, i suoi aspetti materiali o immateriali che risultano associati a un determinato brand. Nello specifico sono caratteristiche direttamente percepibili che rappresentano la fonte diretta di utilità che quel prodotto ha per il consumatore. Gli attributi possono essere di due tipologie: materiali, ossia quegli attributi direttamente percepibili dal consumatore attraverso i cinque sensi, e immateriali, cioè le caratteristiche di prodotto che possono essere valutate solo in modo soggettivo.
Un esempio di attributo immateriale molto comune è la qualità, elemento difficile da valutare in modo diretto: in tal caso è fondamentale che la comunicazione svolga al meglio il suo compito di comunicare il brand, i suoi attributi e i relativi benefici (ossia le conseguenze che esso apporta al consumatore). In alcuni casi questo può avvenire attraverso la reason to believe, ossia i “motivi” grazie ai quali al brand sono riconosciuti effettivi benefici percepiti dal cliente.

### Packaging
Il packaging – o confezionamento – identifica tutte le attività volte a ideare e realizzare la confezione del prodotto, che svolge tre funzioni principali:
- contenimento e conservazione del prodotto
- fruizione e processi di consumo (es. imballaggio richiudibile)
- comunicazione, tanto che l'imballaggio può definito «uno spot sempre in onda»[10]

Oltre a queste, tuttavia, possiamo definire tra le funzioni dell'imballaggio anche la comodità, la praticità e soprattutto la riconoscibilità.
In questo modo la confezione viene ad essere un “mediatore” tra la marca e il consumatore: al momento dell’acquisto, infatti, il consumatore si trova a diretto contatto proprio con l'imballaggio, che deve quindi rispondere a bisogni, necessità e gusti specifici dei target a cui si rivolge. In caso di conflittualità nella scelta, infatti, il consumatore può orientarsi verso altre marche che possiedono una confezione più accattivante.

## Ruolo

### Design della comunicazione e visual design
Il design della comunicazione costituisce l’elemento originario da cui tutte le altre declinazioni comunicative hanno origine. Progettare la comunicazione vuol dire creare le basi per la definizione del progetto visivo, in senso lato, e di quello di marca, in senso specifico.
(Bruno Munari, Design e comunicazione visiva. Contributo a una metodologia didattica)
Il design della comunicazione assolve alla funzione di creazione, sviluppo e trasferimento del messaggio opportunamente codificato tra creatori di contenuto e stakeholder, ma anche quella di creazione dei canali necessari a tale trasferimento, qualora sia necessario. Esso comprende, quindi, tutti i livelli di comunicazione.
Con il termine visual design, invece, si fa riferimento a quella parte del design della comunicazione che riguarda la progettazione del processo di problem-solving relativo alla codifica visiva, con l’obiettivo di rendere fruibile il messaggio che si intende veicolare. Non va inclusa la sola connotazione estetica formale dello stesso, ma anche quella contenutistica e intangibile che, genericamente, viene definita branding. 
Il visual designer viene comunemente definito come il professionista che lavora all’interpretazione, organizzazione e presentazione visiva dei messaggi, nel rispetto di principi di efficacia, appropriatezza, estetica ed economia.
Le attività svolte comprendono:
- progettazione;
- strutturazione;
- produzione;
- valutazione delle comunicazioni.

### Restylingerebranding
La naturale evoluzione aziendale può creare il sorgere di situazioni che richiedono un intervento sul marchio originario. Tali situazioni possono essere ricollegate tanto alla necessità di rimodernare un marchio datato, quanto al mutare delle preferenze del target di riferimento oppure anche ad eventi negativi per l'immagine dell'azienda, i quali impongono un riposizionamento del marchio.
Il cambiamento può avere portata differente a seconda della gravità della situazione. Talvolta si realizzano semplici ritocchi in grado di produrre un lieve riposizionamento, un adeguamento funzionale o un semplice restyling dell’immagine. Altre volte invece, si può optare per un rebranding, operazione che presenta notevoli fattori di rischi, soprattutto laddove le modifiche apportate siano eccessivamente radicali e coinvolgano gli elementi che hanno originariamente contribuito al successo della marca. Attraverso un rebranding infatti, prodotti o servizi pre-esistenti vengono reimmessi nel mercato sotto un altro nome o una diversa identità.
Per restyling si intende un’operazione in grado di mantenere gli elementi tradizionali della marca e allo stesso tempo introdurre idee innovative. In questo modo non si perde la clientela esistente legata al marchio conosciuto, ma si può comunque attirare un nuovo target o recuperare un segmento di target perso in precedenza. D’altro canto, il pubblico attuale si fida di ciò che conosce e un rebranding affrettato rischierebbe anche di essere controproducente. 
Il passaggio ad un nuovo marchio o ad una nuova identità visiva segnala un cambiamento del messaggio aziendale o un perfezionamento degli obiettivi di business. Affinché esso funzioni nel tempo deve essere sostenuto dalla cultura aziendale, il cui rinnovamento risulta essere spesso di notevole complessità.
Gli step necessari per preparare internamente un rebranding sono:
1. valutare la cultura esistente, con analisi SWOT della cultura del brand nel business globale;
2. ottenere riscontri;
3. costruire una nuova cultura di marca (o anche rafforzare quella esistente). Definire ciò che è più importante per la marca dall’alto verso il basso permette la creazione di una base comune nella quale manager e dipendenti possono riconoscersi;
4. condividere i nuovi valori. Le riunioni conclusive necessarie a condividere pubblicamente i nuovi valori, rappresentano una parte fondamentale nella fase di allineamento di tutti i componenti dell’azienda allo scopo della marca.

Non esistono regole universali che sanciscano il momento più opportuno per intraprendere un percorso di rebranding, ma generalmente si fa affidamento su un’analisi dei traguardi e cambiamenti che avvengono all’interno della marca stessa. 
Un caso particolare è quello che si presenta nel caso in cui il brand sia soggetto a fusioni, scissioni o acquisizioni. Combinare i valori e la storia di più di un’organizzazione infatti, è un lavoro complesso, e deve essere fatto in modo che ciascuno dei segmenti di pubblico originali non subisca i riflessi di un disallineamento iniziale nella proprietà della marca. In questi casi, un rebrand ben eseguito può essere in grado di valorizzare agli occhi del pubblico tanto la nuova proposta di valore, quanto il percorso che ha portato alla nascita della nuova marca.
Gli interventi di restyling invece, in quanto operazioni più leggere, sono legate esclusivamente alla forma del brand, al suo modo di comunicare e/o di mostrarsi visivamente. In questo caso si avranno più opportunità di realizzazione nel corso della vita della marca, considerato che questi avvengono senza modificare il nucleo del brand.
Classici esempi di momenti nei quali un restyling può risultare necessario sono:
- dopo un notevole cambiamento (ad esempio un cambio di proprietà o di sede). Apportare modifiche sottili all’identità della marca comunica ai clienti che l’azienda lavora per apportare miglioramenti, pur mantenendo gli stessi autentici valori fondamentali;
- campagne pubblicitarie. Senza cambiare i punti di riferimento per il pubblico, aggiornare i materiali di comunicazione rilevanti e l’identità web e social in corrispondenza di eventi comunicativi importanti può rivelarsi cruciale;
- adattamento alla tendenza di mercato. L’immagine di marca deve necessariamente essere coerente nel tempo, ma il marchio in sé è più flessibile e può adattarsi all’andamento del mercato.

## Estensione del concetto di brand identity

### Personal branding e personal brand identity
Il personal branding è un processo di marketing individuale consistente nell’elaborazione di una strategia basata sulla concezione che la persona sia come un brand. La strategia, così come per l’ambito commerciale, deve essere elaborata, condivisa e protetta, con l’intenzione di differenziarsi e riscuotere un diffuso successo nelle relazioni sociali e professionali. 
Fare personal branding vuol dire creare e portare avanti un personaggio dall'identità nota, pubblica, corredato da una caratterizzazione credibile, un bagaglio di valori di fondo sostenibili, un'immagine fisica, mentale e sociale coerente. Vuol dire anche avere una storia, un vissuto, delle esperienze e una chiara connotazione identitaria. 
Il termine venne utilizzato per la prima volta nel 1937 da Napoleon Hill. L’idea fu poi riutilizzata anni dopo anche da Al Ries e Jack Trout, ma raggiunse la popolarità grazie a Tom Peters, abile a declinarla come forma di autopromozione. 
Oggigiorno questo concetto ha raggiunto un nuovo livello di diffusione dovuto all’utilizzo di Internet, delle reti sociali e alla crescente rilevanza dei valori e della visione personale rispetto a quelli aziendali. Per poter narrare sé stessi come un’azienda, lo storytelling si presenta come la metodologia di marketing più adatta allo scopo. Le caratteristiche principali per poter costruire un’efficiente “storia d’impresa” personale sono:
- costanza della narrazione;
- interattività sui social media;
- attento listening del proprio pubblico.

Elemento peculiare del personal branding è il fondamento per cui l’influence marketing è indispensabile per una crescita del brand. Esso si basa sui concetti di two-step flow of communication e endorsement-based lead generation systems e del modo in cui essi consentono il “buzzing” del brand, il suo diventare, se non virale in senso stretto, quantomeno “vibrante” nella nicchia prestabilita.